# Somon Air
Somon Air es una aerolínea con sede en Dusambé, Tayikistán. Inició sus operaciones el 5 de febrero de 2008, con vuelos regulares a Moscú.
Desde su formación, Somon Air se ha centrado principalmente en el servicio de pasajeros y a transporte a Europa del Este. La mayoría de los vuelos a destinos internacionales operan desde su base principal en el aeropuerto de Dusambé.

## Destinos

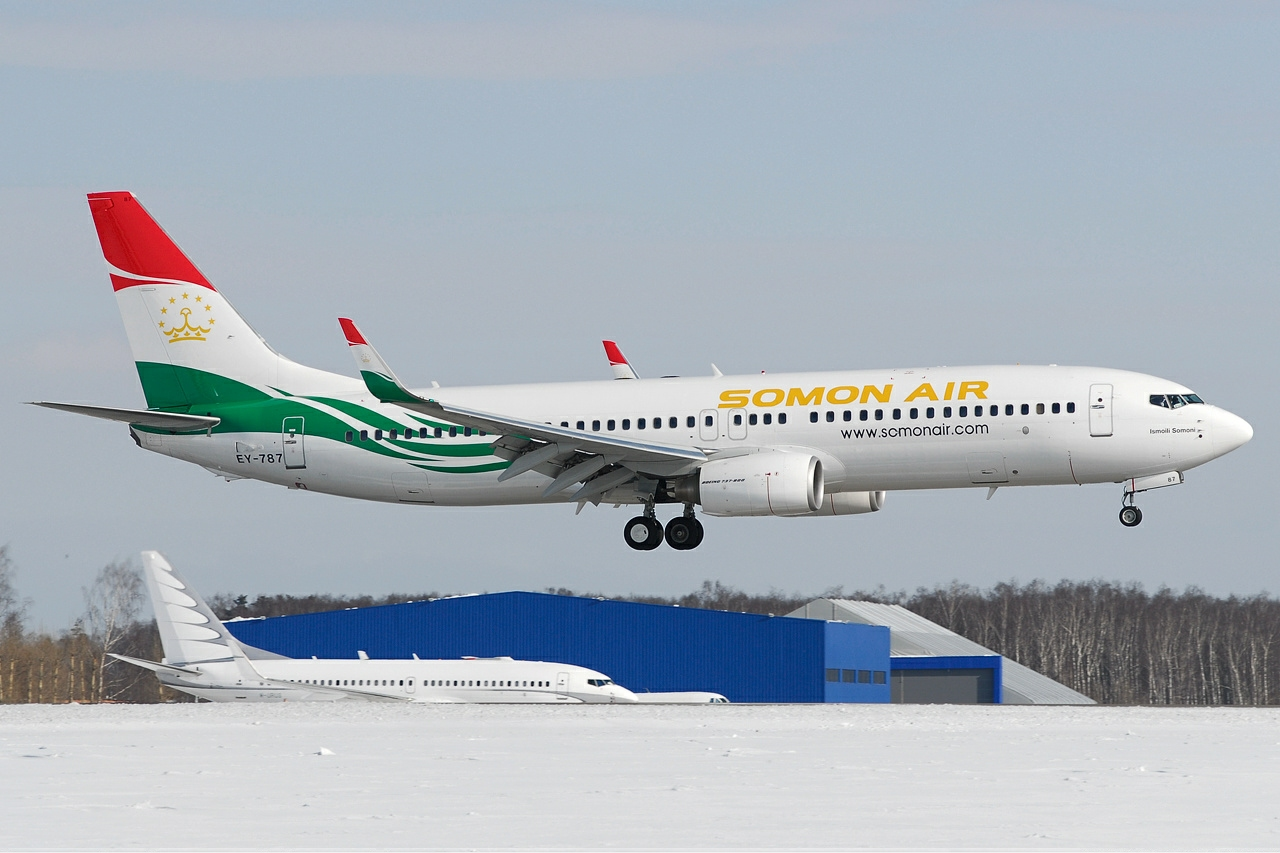
Boeing 737-800 de Somon Air aterrizando en el aeropuerto de Domodédovo, Moscú, Rusia. (2010)

Somon Air vuela a los siguientes destinos (a partir de octubre de 2019): z

## Flota

### Flota Actual

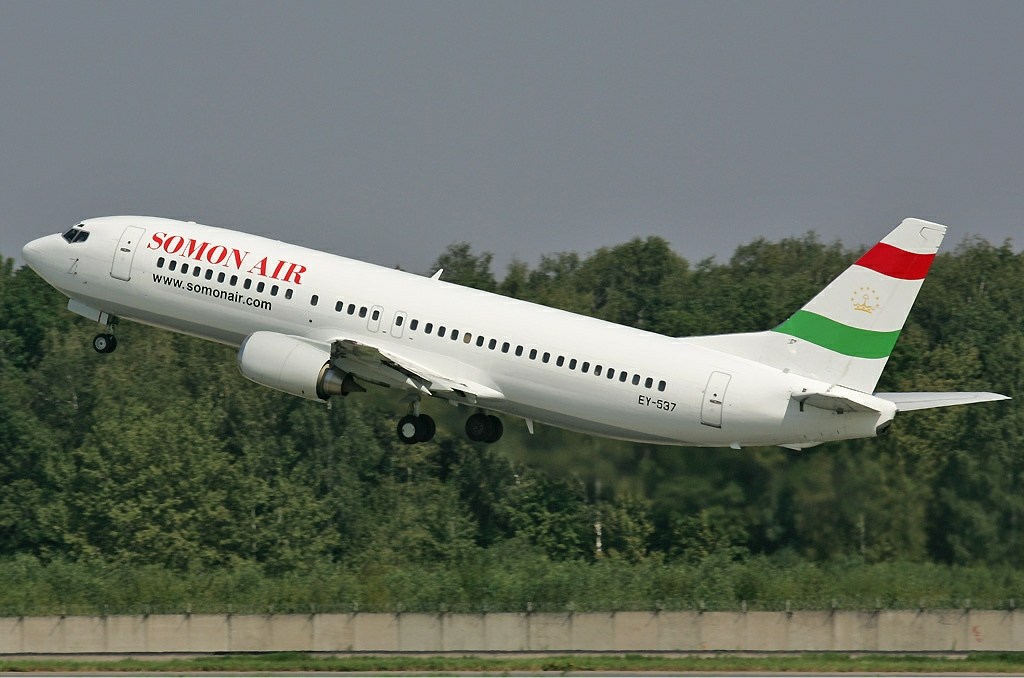
Boeing 737-400 de Somon Air.

Somon Air opera las siguientes aeronaves, con una edad media de 11.4 años (a agosto de 2022):
Somon Air inició sus operaciones en un Boeing 737-800 arrendado. Ahora la compañía es propietaria de dos Boeing 737-800. En la primavera de 2010, arrendó un tercer Boeing 737-800. En el otoño de 2011, la aerolínea obtuvo dos aviones 737-900ER nuevos de Boeing. Somon Air es la primera aerolínea en Asia Central y la CEI en operar aviones de la familia 737-900. Somon Air consiguió certificación IOSA en marzo de 2016. En 2017, la aerolínea se unió a la IATA.